# Franciszek Wojakowski
Franciszek Rudolf Wojakowski (ur. 21 lipca 1880 w Krakowie, zm. 1940 w ZSRR) – polski nauczyciel, podpułkownik piechoty Wojska Polskiego, ofiara zbrodni katyńskiej.

## Życiorys
Urodził się 21 lipca 1880 w Krakowie jako syn Adama. Był wyznania rzymskokatolickiego. Kształcił się w C. K. III Gimnazjum w Krakowie, gdzie w 1901 ukończył VIII klasę i zdał egzamin dojrzałości.
Od 1 sierpnia 1908 pracował w zawodzie nauczyciela. Z zawodu był nauczycielem języka polskiego. W 1909 pracował w gimnazjum w Stanisławowie z ruskim językiem wykładowym. 24 stycznia 1910 został przeniesiony do C. K. Gimnazjum w Jarosławiu. W drugim półroczu roku szkolnego 1909/1910 przebywał na urlopie z powodu choroby. Jako zastępca nauczyciela 25 sierpnia 1910 został przeniesiony z Jarosława do C. K. II Gimnazjum w Stanisławowie z językiem polskim wykładowym. Uczył tam języka polskiego, języka greckiego, był kierownikiem Kółka Polonistów, języka łacińskiego, historii. W sprawozdaniu szkolnym stanisławowskiego II gimnazjum z 1912 wydrukowano jego pracę pt. Ideały narodowe i ogolno-ludzkie w twórczości Zygmunta Krasińskiego. 11 lipca 1912 został mianowany rzeczywistym nauczycielem w C. K. Gimnazjum w Trembowli, gdzie złożył przysięgę 5 września 1912. Uczył tam języka polskiego. W trembowelskim C. K. Gimnazjum pozostawał do końca istnienia Austro-Węgier.
W rezerwie piechoty C. K. Armii został mianowany kadetem z dniem 1 stycznia 1903, potem awansowany na stopień podporucznika z dniem 1 stycznia 1908. Był przydzielony do 56 pułku piechoty w Krakowie do około 1911. Następnie został przeniesiony do C. K. Obrony Krajowej i zweryfikowany w stopniu podporucznika piechoty w grupie nieaktywnych z dniem 1 stycznia 1908. Był przydzielony do 36 pułku piechoty z Kołomyi. Około 1914 był podporucznikiem w stosunku ewidencji. Po wybuchu I wojny światowej awansowany na stopień porucznika piechoty obrony krajowej w stosunku ewidencji z dniem 1 listopada 1914. 
Po zakończeniu wojny, jako były oficer armii austriackiej został przyjęty do Wojska Polskiego i zatwierdzony w stopniu kapitana. W roku szkolnym 1920/1921, pozostając formalnie profesorem polskiego Państwowego Gimnazjum w Trembowli, służył w wojskuNa przełomie 1920/1921 był nauczycielem w C. K Gimnazjum w Trembowli. Został awansowany na stopień majora piechoty ze starszeństwem z dniem 1 czerwca 1919. W 1923 i 1924 pozostawał oficerem nadetatowym 40 pułku piechoty w garnizonu Lwów. Stamtąd był przydzielony do Korpusu Kadetów Nr 1 w tym mieście: w 1923 do kadry oddziału szkolnego, w 1924 do działu naukowego, uczył języka polskiego, łaciny, greki. Został awansowany na stopień podpułkownika piechoty ze starszeństwem z dniem 15 sierpnia 1924. W 1926 był dyrektorem nauk w KK Nr 1. W 1928 jako oficer przeniesiony w stan spoczynku zamieszkiwał we Lwowie. W 1934 jako oficer rezerwy był przydzielony do Oficerskiej Kadry Okręgowej nr VI jako oficer przewidziany do użycia w czasie wojny i pozostawał wówczas w ewidencji Powiatowej Komendy Uzupełnień Lwów Miasto.
Po wybuchu II wojny światowej, kampanii wrześniowej 1939 i agresji ZSRR na Polskę z 17 września 1939 został aresztowany przez sowietów. Na wiosnę 1940 został zamordowany przez NKWD. Jego nazwisko znalazło się na tzw. Ukraińskiej Liście Katyńskiej opublikowanej w 1994 (został wymieniony na liście wywózkowej 55/5-6 oznaczony numerem 574). Ofiary tej części zbrodni katyńskiej zostały pochowane na otwartym w 2012 Polskim Cmentarzu Wojennym w Kijowie-Bykowni.

## Odznaczenia
austro-węgierskie
- Złoty Krzyż Zasługi Cywilnej z koroną na wstążce Medalu Waleczności (przed 1918)[31]
- Krzyż Jubileuszowy dla Cywilnych Funkcjonariuszów Państwowych (przed 1918)[16]